# Impieratrica Jekatierina Wielikaja
Impieratrica Jekatierina Wielikaja (Императрица Екатерина Великая; pol. „Cesarzowa Katarzyna Wielka”) – rosyjski pancernik typu Impieratrica Marija z okresu I wojny światowej służący w Imperialnej Marynarce Wojennej Rosji. W czasie budowy okręt nosił imię "Jekatierina II", a następnie "Impieratrica Jekatierina II". W 1917 zmieniono imię na "Swobodnaja Rossija" ("Свободная Россия", pol. "Wolna Rosja"). 
Okręt dwukrotnie uczestniczył w starciu z tureckim krążownikiem liniowym "Yavuz Sultan Selim". W obawie przed zdobyciem przez wojska niemieckie okręt został zatopiony 4 torpedami wystrzelonymi z niszczyciela "Kercz" 18 czerwca 1918 w Noworosyjsku. Zatonął na pozycji 44°37′N 37°54′E/44,616667 37,900000, na głębokości 49 m, odwrócony do góry dnem. Został zezłomowany w latach 30 XX wieku, jego wieże i działa zostały wydobyte i wykorzystane do budowy baterii artylerii nabrzeżnej w pobliżu Sewastopola, wraz z działami ze siostrzanego "Impieratrica Marija". Działa wzięły udział w obronie miasta w czasie II wojny światowej.